# رایموندو پریرا
رایموندو پریرا (انگلیسی: Raimundo Pereira؛ زادهٔ ۲۸ اوت ۱۹۵۶) یک سیاست‌مدار اهل گینه بیسائو است.